# The Ex-Mrs. Bradford
The Ex-Mrs. Bradford (br Madame Mistério) é um filme estadunidense de 1936, do gênero comédia de mistério, dirigido por Stephen Roberts e estrelado por William Powell e Jean Arthur. Outra variante, assim como Star of Midnight, de The Thin Man, sucesso da MGM em 1934, o filme surpreendeu até os executivos da RKO e tornou-se a terceira produção mais lucrativa do estúdio no ano.
Para o crítico e historiador Ken Wlaschin, este é um dos 10 melhores filmes da carreira de Dick Powell.

## Sinopse
O famoso doutor Lawrence e sua ex-esposa Paula permanecem amigos mesmo após o divórcio. Paula escreve ficção policial e quando Lawrence torna-se suspeito de uma série de assassinatos, ela o ajuda a encontrar o verdadeiro culpado.

## Elenco
| Ator/Atriz         | Personagem               |
| ------------------ | ------------------------ |
| William Powell     | Doutor Lawrence Bradford |
| Jean Arthur        | Paula Bradford           |
| James Gleason      | Inspetor Corrigan        |
| Eric Blore         | Stokes, o mordomo        |
| Robert Armstrong   | Nick Martel              |
| Lila Lee           | Senhorita Prentiss       |
| Grant Mitchell     | John Summers             |
| Erin O'Brien-Moore | Senhora Summers          |
| Ralph Morgan       | Leroy Hutchins           |
| Lucile Gleason     | Senhora Gleason          |
| Charles Richman    | Mr. Curtis               |